# Seleção Cubana de Voleibol Masculino Sub-19
A Seleção Cubana de Voleibol Masculino Sub-19, também conhecida como Cuba Sub-19, é a seleção cubana de voleibol formada por jogadores com idade inferior a 19 anos. A equipe é mantida pela Federação Cubana de Voleibol (FCV) e encontra-se na 16ª posição do ranking mundial da FIVB segundo dados de 4 de setembro de 2024.

## Resultados

### Jogos Olímpicos da Juventude
| Jogos Olímpicos de Verão da Juventude | Jogos Olímpicos de Verão da Juventude | Jogos Olímpicos de Verão da Juventude |
| Ano                                   | Sede                                  | Classificação                         |
| ------------------------------------- | ------------------------------------- | ------------------------------------- |
| 2010                                  | Singapura                             | 1º                                    |

### Campeonato Mundial
| Campeonato Mundial Sub-19 | Campeonato Mundial Sub-19 | Campeonato Mundial Sub-19 |
| Ano                       | Sede                      | Classificação             |
| ------------------------- | ------------------------- | ------------------------- |
| 1991                      | Porto                     | 10º                       |
| 1995                      | San Juan                  | 9º                        |
| 1997                      | Teerã                     | 9º                        |
| 2007                      | Tijuana–Mexicali          | 13º                       |
| 2009                      | Bassano–Jesolo            | 10º                       |
| 2011                      | Almirante–Bahía Blanca    | 3º                        |
| 2013                      | Tijuana–Mexicali          | 7º                        |
| 2015                      | Corrientes–Resistência    | 10º                       |
| 2017                      | Rifa–Issa                 | 16º                       |
| 2019                      | Tunes                     | 12º                       |
| 2021                      | Teerã                     | 15º                       |
| 2025                      | Tasquente                 | 17º                       |

### Campeonato NORCECA
| Campeonato NORCECA Sub-19 | Campeonato NORCECA Sub-19 | Campeonato NORCECA Sub-19 |
| Ano                       | Sede                      | Classificação             |
| ------------------------- | ------------------------- | ------------------------- |
| 2004                      | República Dominicana      | 1º                        |
| 2006                      | República Dominicana      | 3º                        |
| 2008                      | Estados Unidos            | 1º                        |
| 2010                      | México                    | 1º                        |
| 2012                      | México                    | 1º                        |
| 2014                      | Estados Unidos            | 2º                        |
| 2016                      | Cuba                      | 1º                        |
| 2018                      | Costa Rica                | 1º                        |
| 2024                      | Porto Rico                | 2º                        |

### Copa Pan-Americana
| Copa Pan-Americana Sub-19 | Copa Pan-Americana Sub-19 | Copa Pan-Americana Sub-19 |
| Ano                       | Sede                      | Classificação             |
| ------------------------- | ------------------------- | ------------------------- |
| 2019                      | Santo Domingo             | 1º                        |
| 2022                      | Cidade da Guatemnala      | 1º                        |
| 2023                      | Cidade da Guatemnala      | 1º                        |